# Bogusław Śmiechowski

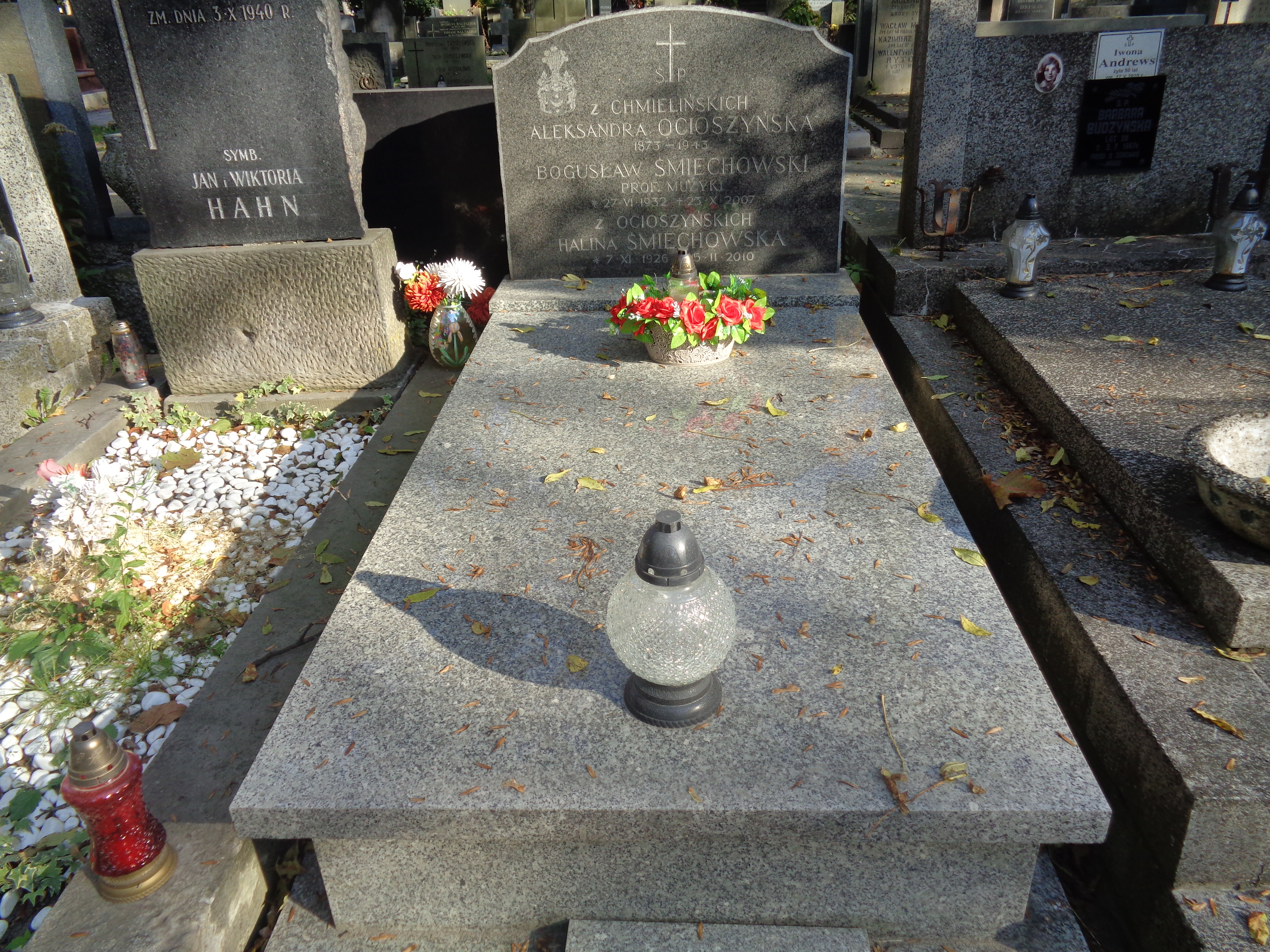
Grób Bogusława Śmiechowskiego na cmentarzu Powązkowskim

Bogusław Śmiechowski (ur. 27 czerwca 1932, zm. 23 października 2007) – polski pedagog, popularyzator muzyki, autor książek z dziedziny historii muzyki, współtwórca i wieloletni organizator Olimpiady Artystycznej. Absolwent II Liceum Ogólnokształcącego im. dr. Władysława Pniewskiego w Gdańsku (1951) i Wydziału Teorii Muzyki w Państwowej Wyższej Szkole Muzycznej w Sopocie. Doktor nauk humanistycznych. Był wykładowcą Akademii Muzycznej im. Fryderyka Chopina w Warszawie i Uniwersytetu Marii Curie-Skłodowskiej  w Lublinie. Był także nauczycielem w szkołach muzycznych w Gdańsku i Warszawie, w tym przez wiele lat w Państwowej Szkole Muzycznej II st. im. Józefa Elsnera przy ulicy Miodowej w Warszawie. W latach 70. i 80. XX wieku prowadził lekcje muzyki w VIII Liceum Ogólnokształcącym w Warszawie im. Króla Władysława IV.
Pochowany 8 listopada 2007 na Starych Powązkach w Warszawie (kwatera 145-2-6).

## Wybrana bibliografia
- ”Historia muzyki: z muzyką przez wieki i kraje” ("Borgis", Warszawa, 1993 r., ISBN 83-85284-19-2)
- ”O muzyce najpiękniejszej ze sztuk : historia muzyki” (”Adam”, Warszawa, 1999 r., ISBN 83-7232-018-7)
- ”Z muzyką przez wieki i kraje” ("Borgis", Warszawa, 1992 r., ISBN 83-85284-10-9)